# Aftershocks
Aftershocks je společné studiové album českého zpěváka Michaela Kocába, australského kytaristy žijícícho v Česku Glenna Proudfoota, amerického baskytaristy Billyho Sheehana a australského bubeníka Virgila Donatiho. Album vyšlo v únoru 2014 a jde o vůbec první Kocábovo album, na kterém zpívá anglicky. Nedlouho po vydání alba byl k písni „Anna Drops“ představen videoklip. O měsíc později byl představen videoklip k písni „Praying“.

## Seznam skladeb
| Pořadí | Název                  | Délka |
| ------ | ---------------------- | ----- |
| 1.     | Aftershocks            | 4:00  |
| 2.     | Praying                | 3:10  |
| 3.     | Warning                | 3:25  |
| 4.     | Trademark of Trust     | 3:35  |
| 5.     | What 39 s in It for Me | 4:13  |
| 6.     | Anna Drops             | 4:05  |
| 7.     | Death Row              | 3:15  |
| 8.     | Taking Back Our Lives  | 3:31  |
| 9.     | Brothers               | 3:47  |
| 10.    | Fall in Love           | 3:40  |
| 11.    | Chaos                  | 4:56  |

## Obsazení
- Michael Kocáb – zpěv, klávesy
- Glenn Proudfoot – kytara
- Billy Sheehan – baskytara
- Virgil Donati – bicí